# Hop and Go
Pour plus de détails, voir Fiche technique et Distribution.
Hop and Go est un court métrage d'animation de la série américaine Looney Tunes réalisé par Norman McCabe, produit par les Leon Schlesinger Studios et sorti en 1943.